# Johann von Schraudolph

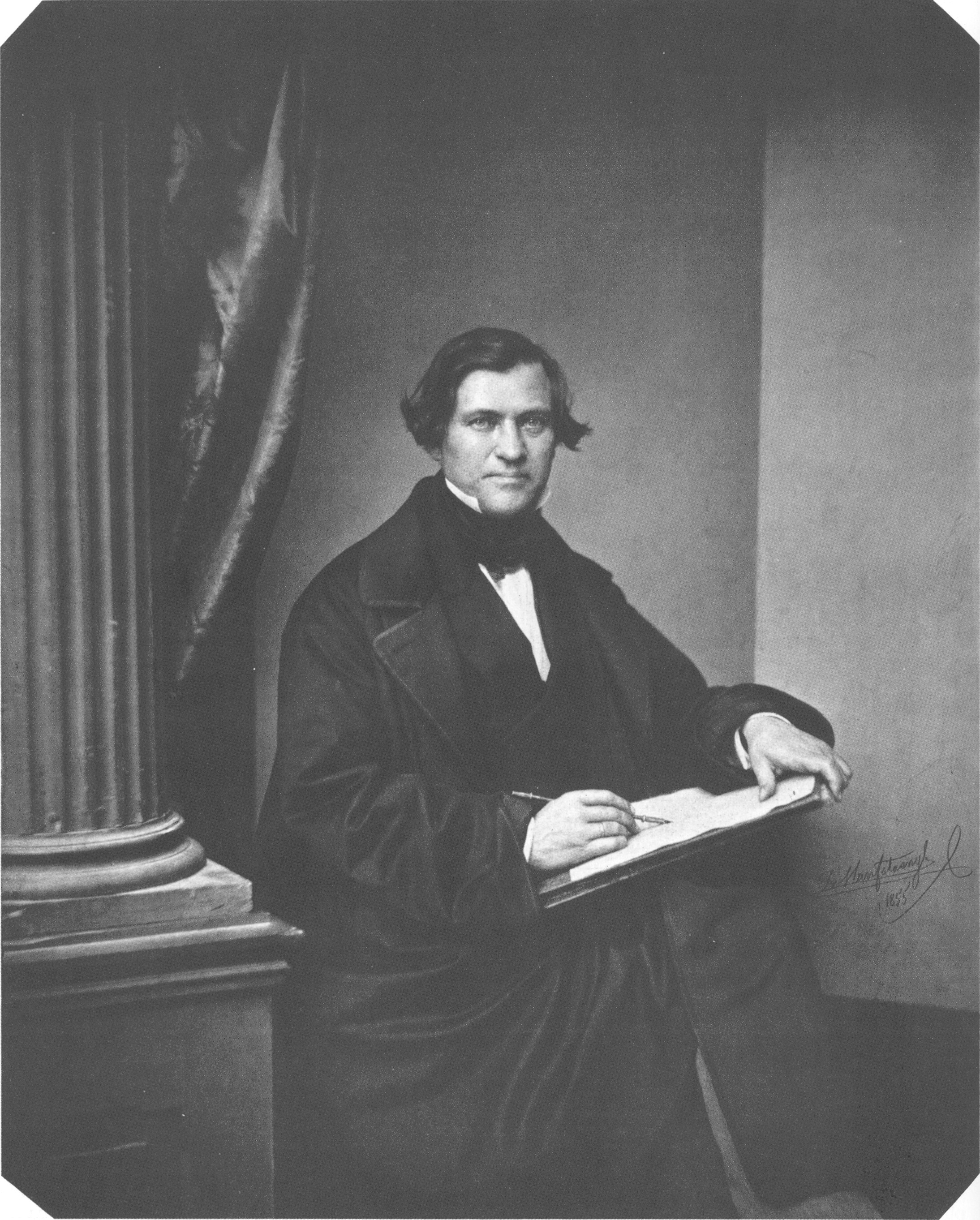
Johann Schraudolph, 1855

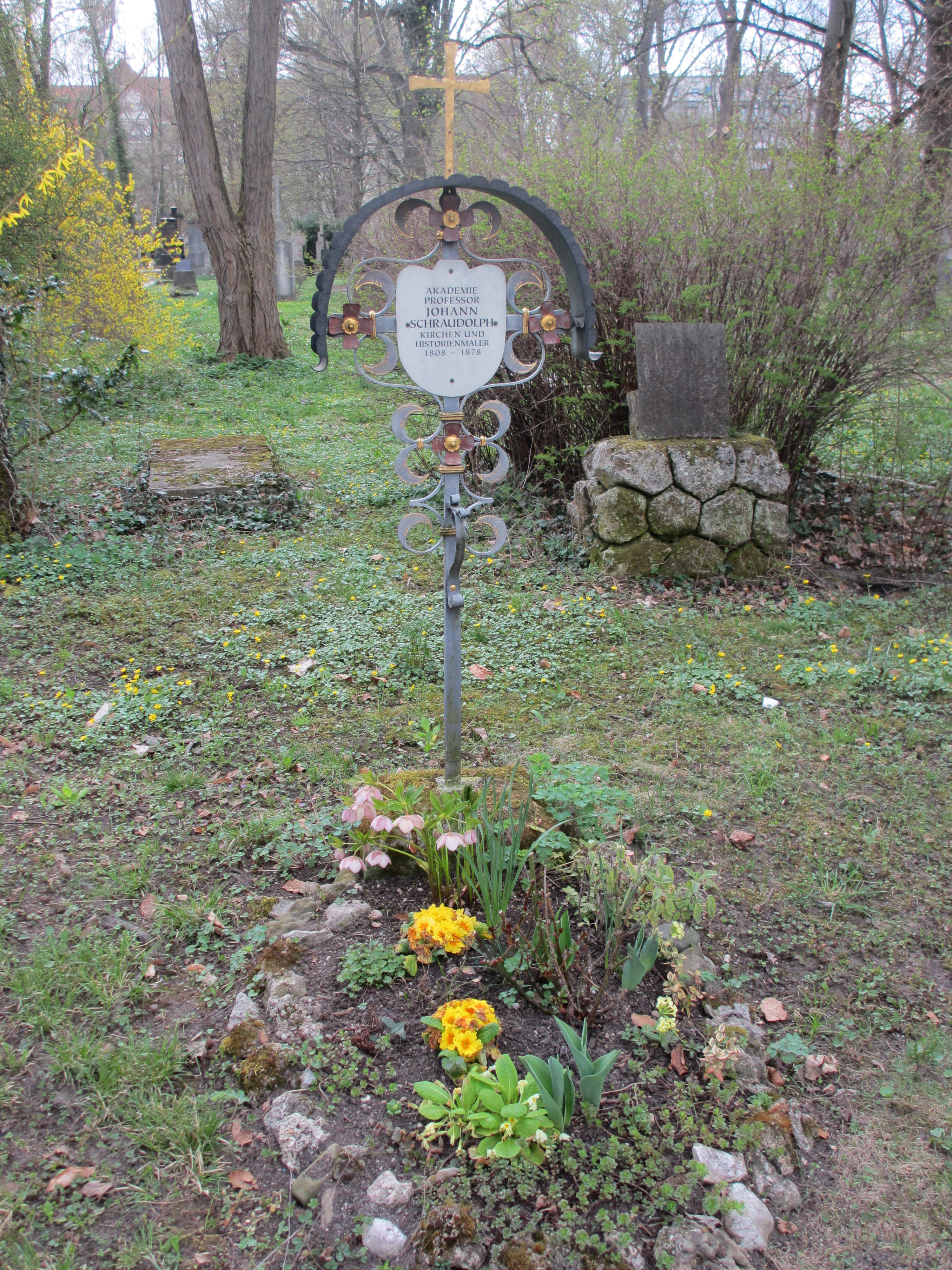
Grab von Johann Schraudolph auf dem Alten Südlichen Friedhof in München

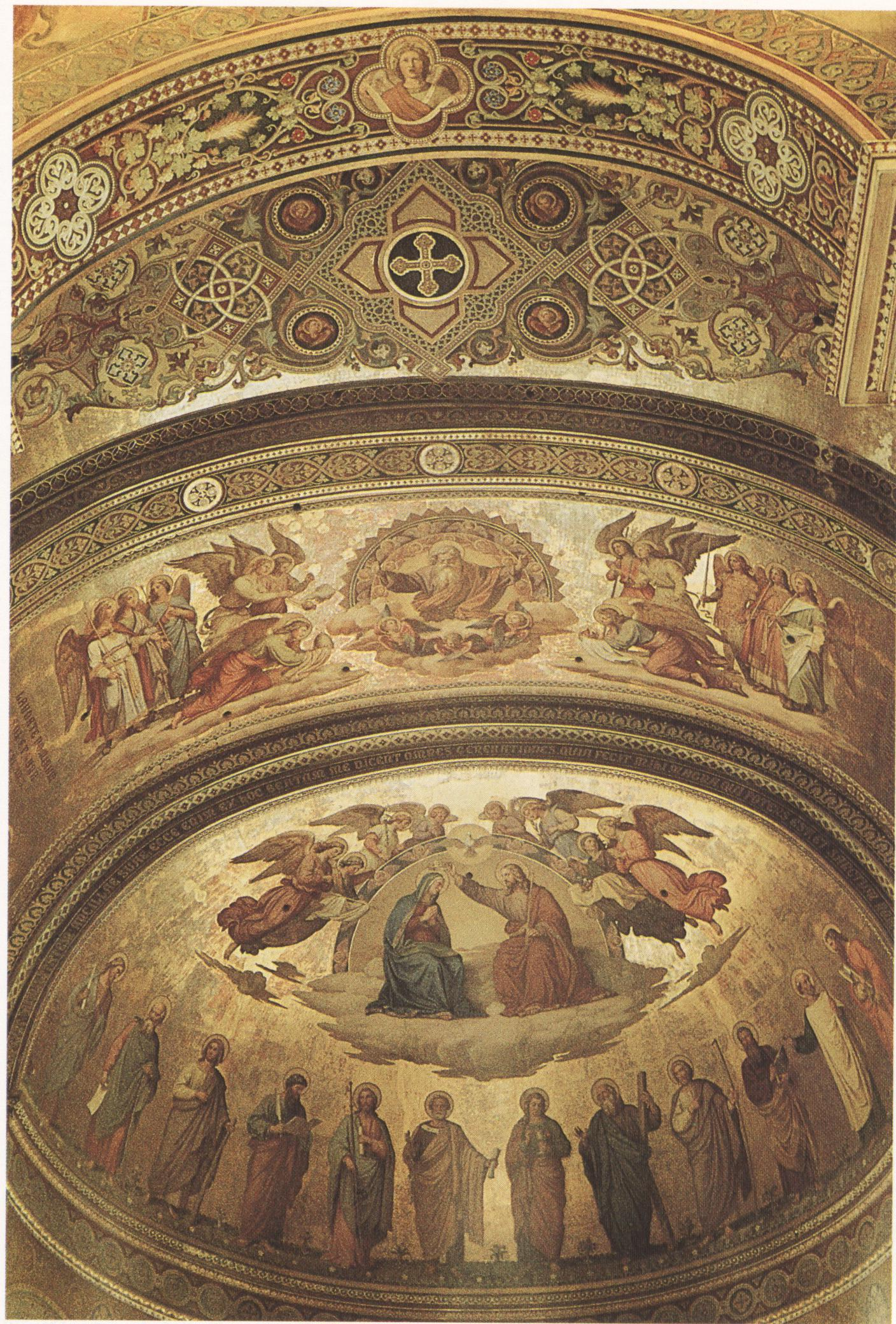
Die von Schraudolph gestaltete und ausgemalte Apsis des Speyerer Doms; 1960 zerstört. Den Kopf Gottvaters (Bildmitte) schuf der Maler am 1. Tag.

Johann von Schraudolph (* 13. Juni 1808 in Oberstdorf; † 31. Mai 1879 in München; auch Johann, Johannes von und Taufname Johann Baptist Schraudolph) war ein deutscher Kirchen- und Historienmaler, im Kunststil der Nazarener.

## Leben
Johann Schraudolph war der Sohn eines Tischlers und ging bei seinem Vater in die Lehre. Er studierte ab 1825 in München an der Kunstakademie, kam als Gehilfe Joseph Schlotthauers in die Glyptothek und erlernte dort die Technik der Fresko-Malerei. Schraudolph verwirklichte die Entwurfszeichnungen von Heinrich Heß zu einem für den Regensburger Dom bestimmten Glasgemälde und unterstützte ihn bei der Ausführung der nazarenischen Fresken in der Allerheiligen-Hofkirche und der Basilika der Abtei St. Bonifaz in München, die beide im Zweiten Weltkrieg zerstört wurden. Mit Joseph Anton Fischer schuf er Kartons zu den Glasmalereien in der Maria-Hilf-Kirche in der Au, deren Fenster ebenfalls dem Zweiten Weltkrieg zum Opfer fielen.
Seinen künstlerischen Durchbruch bewirkte die Ausmalung des Speyrer Domes im Auftrag des bayerischen Königs Ludwig I. Die Gestaltung der Pfälzischen Kathedrale wurde zu seiner umfangreichsten Arbeit.
1848 erhielt Schraudolph den Bayerischen Verdienstorden vom Hl. Michael; am 1. Oktober 1849 avancierte er zum Professor an der Akademie der Bildenden Künste zu München und als einer der Ersten empfing er den Maximilians-Orden für Kunst und Wissenschaft. Die Stadt Speyer verlieh ihm die Ehrenbürgerwürde und König Ludwig I. von Bayern erhob ihn 1862 in den Adelsstand (bayerischer Personaladel). Der Maler war von großer persönlicher Frömmigkeit, sein Sohn Franz wurde 1861 Priester, amtierte als Kaplan in Lenggries, starb jedoch schon jung. Schraudolphs Tochter Anna heiratete 1867 Otto Reither aus Göcklingen in der Pfalz, den Neffen des späteren Speyerer Bischofs Konrad Reither. Letzterer war Schraudolph in den Jahren der Domausmalung ein enger Freund geworden und führte als schriftgewandter Kirchenmann auch stets die notwendige Korrespondenz des Künstlers mit dem König.
Wegen eines sich verschlimmernden Gichtleidens und merklicher Abwendung der jungen Künstlergeneration von seinem Malstil legte Schraudolph 1878 seine Stelle als Lehrer an der Akademie der Bildenden Künste München nieder und zog sich ins Privatleben zurück. Als der Künstler 1879 auf dem alten südlichen Friedhof in München beerdigt wurde, erhielt er lediglich ein „bescheidenes Grabgeleite“ und es hatte sich „nur eine ganz kleine Schar ehemaliger Schüler eingefunden, um dem Heimgegangenen die übliche letzte Ehre zu erweisen.“; darunter Max Fürst (1846–1917), der die Kirchenmalerei einst bei ihm erlernte und 1908, zu seinem 100. Geburtstag, in der Zeitschrift „Die christliche Kunst“ (München) einen ehrenden Nachruf verfasste. Weitere bekannte Schüler waren Ludwig Glötzle (1847–1929), Albrecht Steiner von Felsburg (1838–1905), Mathias Schmid (1835–1923), Max Bentele (1825–1893), Alois Gabl (1845–1893) und Hermann Arnold (1846–1896).
Seine Brüder Claudius Schraudolph (der Ältere) und Matthias Schraudolph sowie sein Sohn Claudius Schraudolph (der Jüngere) arbeiteten ebenfalls als Kunstmaler.

## Familienstammliste
1. Ignaz Schraudolph (1785–1851), Kunstschreiner, Maler, Zeichner in Oberstdorf
  1. Johann von Schraudolph (* 1808 in Oberstdorf; † 1879 in München), Kirchen- und Historienmaler.
    1. Claudius Schraudolph der Jüngere (* 1843 in München; † 1902 in St. Michael in Eppan, Südtirol, Italien), Maler und Illustrator.

  2. Claudius Schraudolph der Ältere (* 1813 in Oberstdorf; † 1891 in Oberstdorf), Historienmaler, Lithograph, Zeichner, Mitarbeiter seines Bruders in München und Speyer.
  3. Matthias Schraudolph, auch Frater Lucas OSB, (* 1817 in Oberstdorf; † 1863 in Metten), Historienmaler, seit 1840 Benediktiner in Kloster Metten.

## Grabstätte
Die Grabstätte von Johann Schraudolph befindet sich auf dem Alten Südlichen Friedhof in München (Gräberfeld 15 – Reihe 1 – Platz 50) Standort.

## Ausmalung des Speyerer Doms

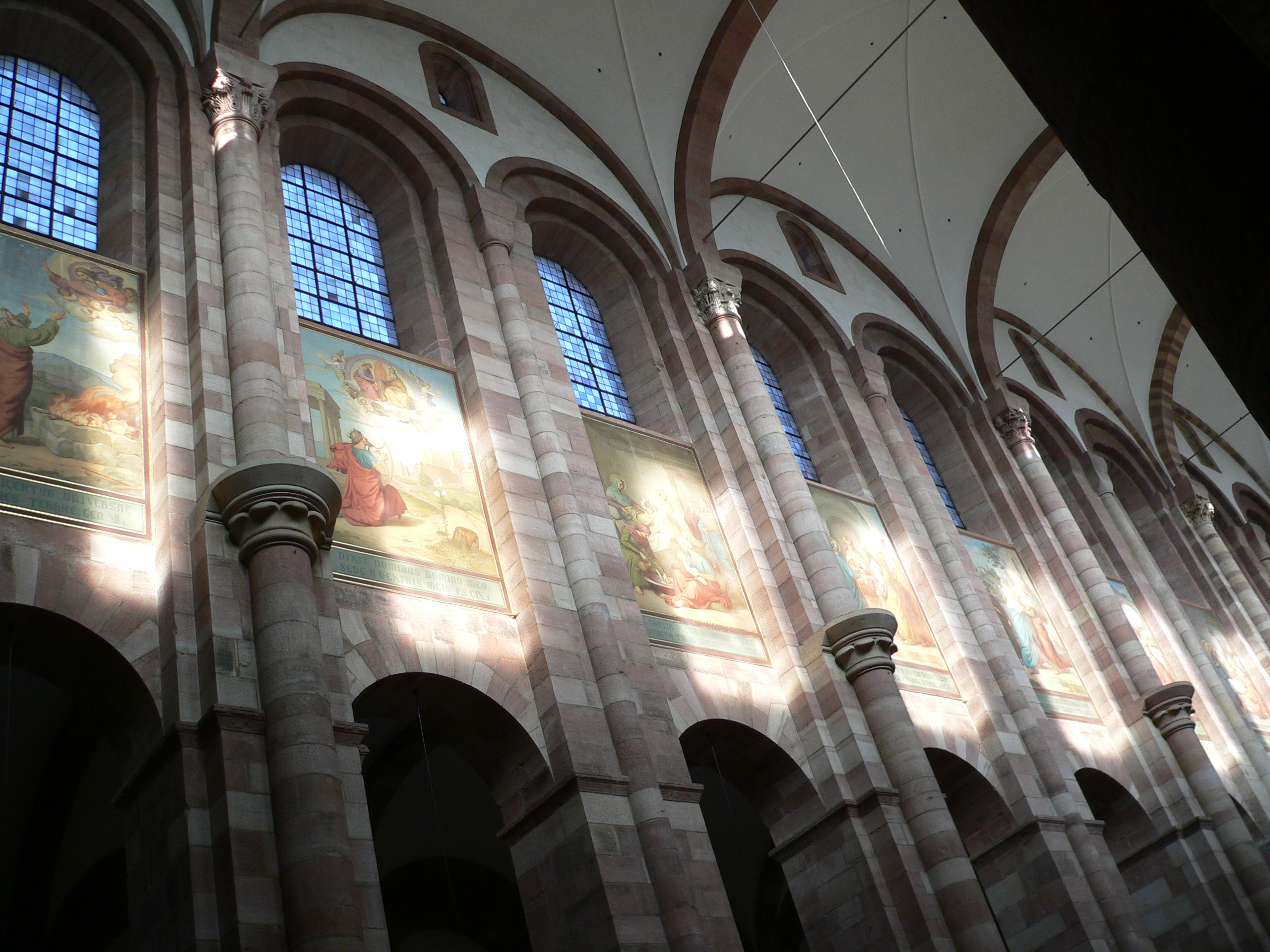
Heutiger Rest der Schraudolph-Gemälde im Speyrer Dom

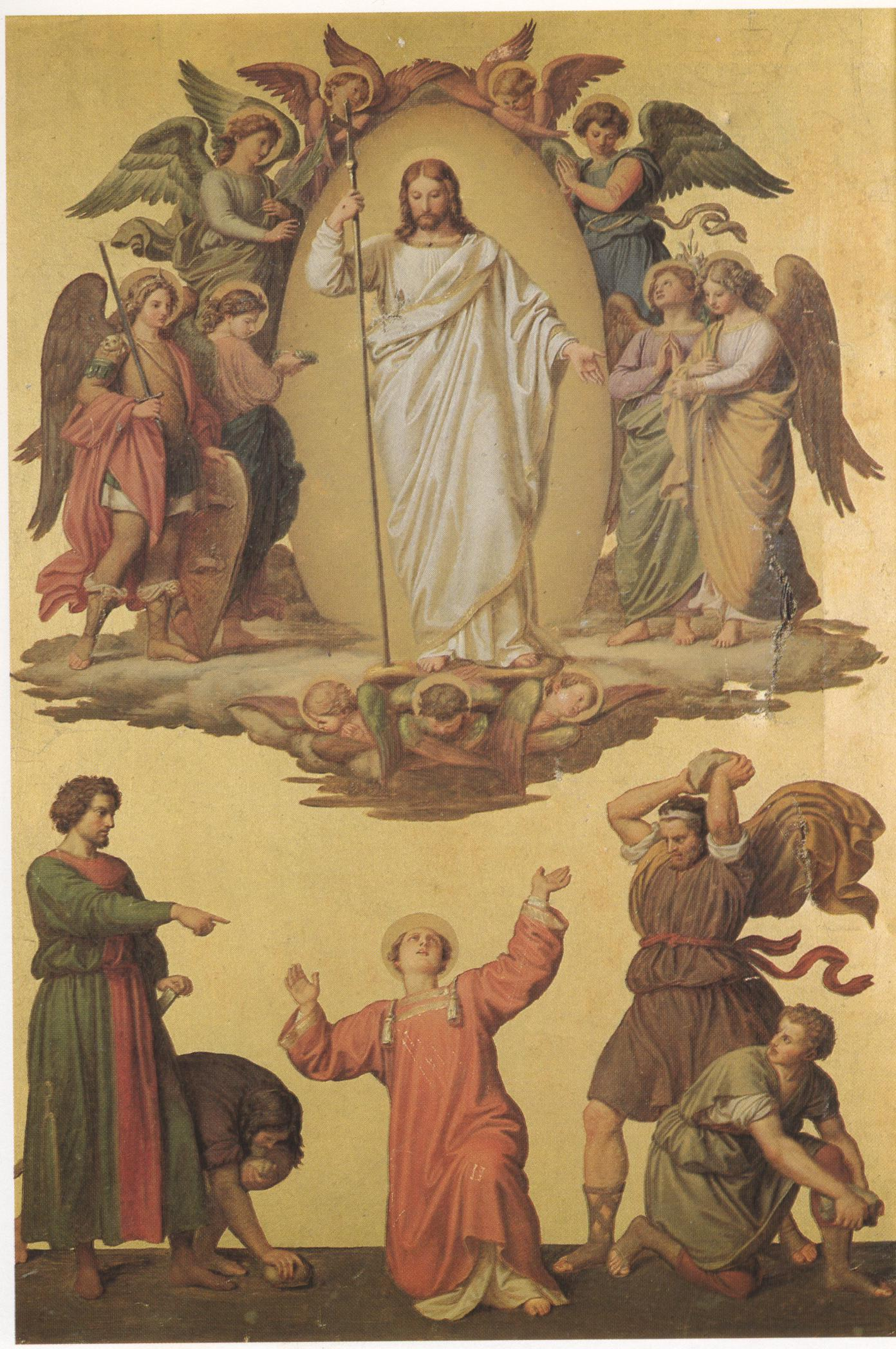
Schraudolph, Steinigung des Stephanus, zerstörtes Fresko im Speyerer Dom; links im grünen Mantel, König Ludwig I. (Bayern) als Saulus.

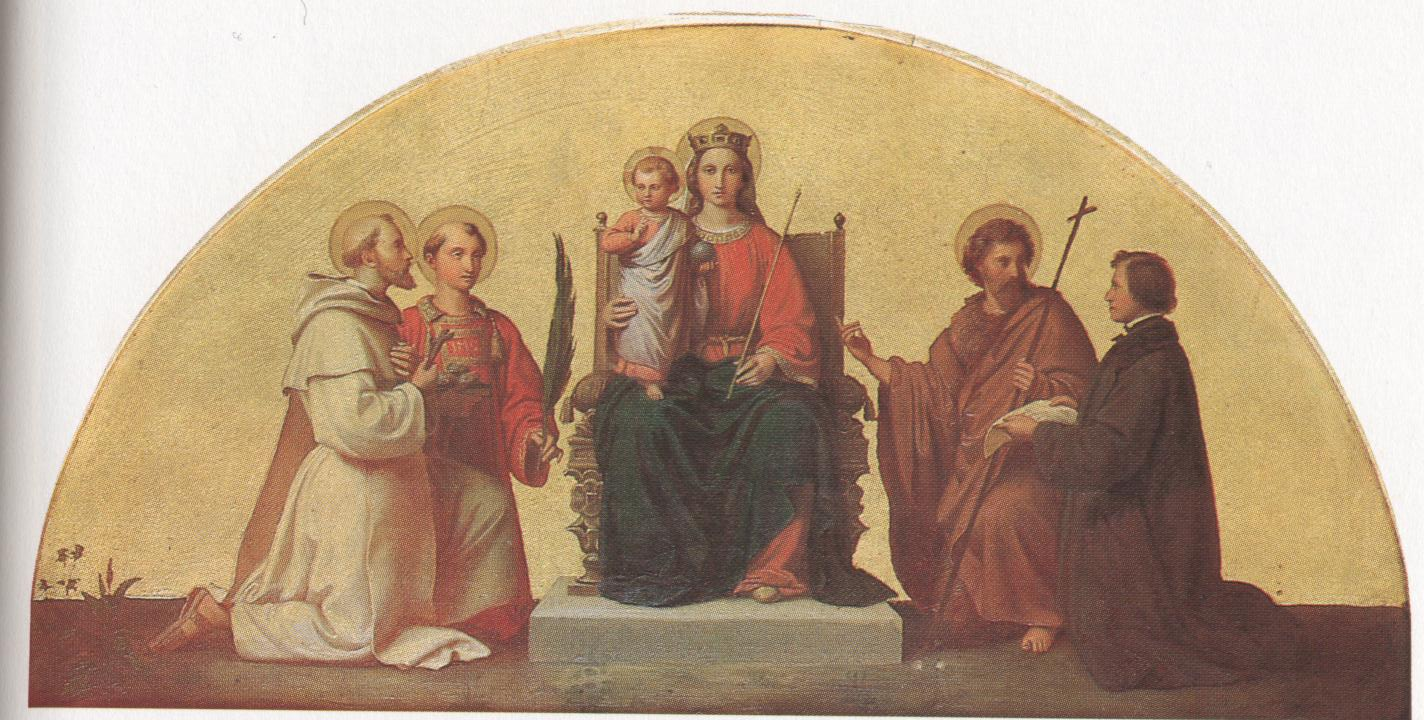
Votivbild Johann von Schraudolphs, Speyerer Dom, Vorhalle. Schraudolph im Malerkittel, rechts außen kniend.

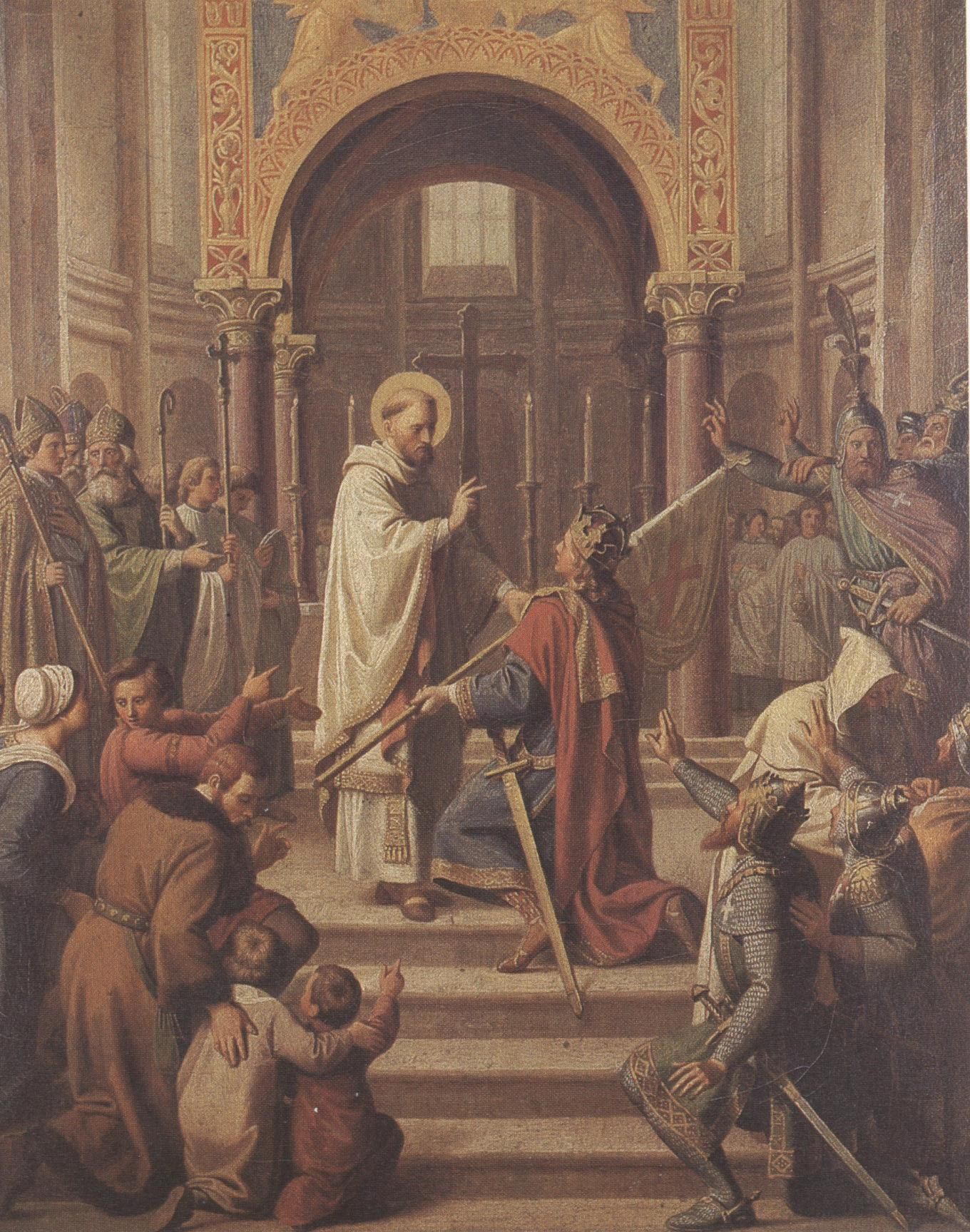
Schraudolph-Fresko aus dem nördlichen Querschiff des Speyerer Doms: „St. Bernhard übergibt das Kreuzbanner an König Konrad III.“ Der kniende König hat die Gesichtszüge des Domkapitulars Wilhelm Molitor, der als Freund des Künstlers regen Anteil an der Ausmalung des Domes nahm.

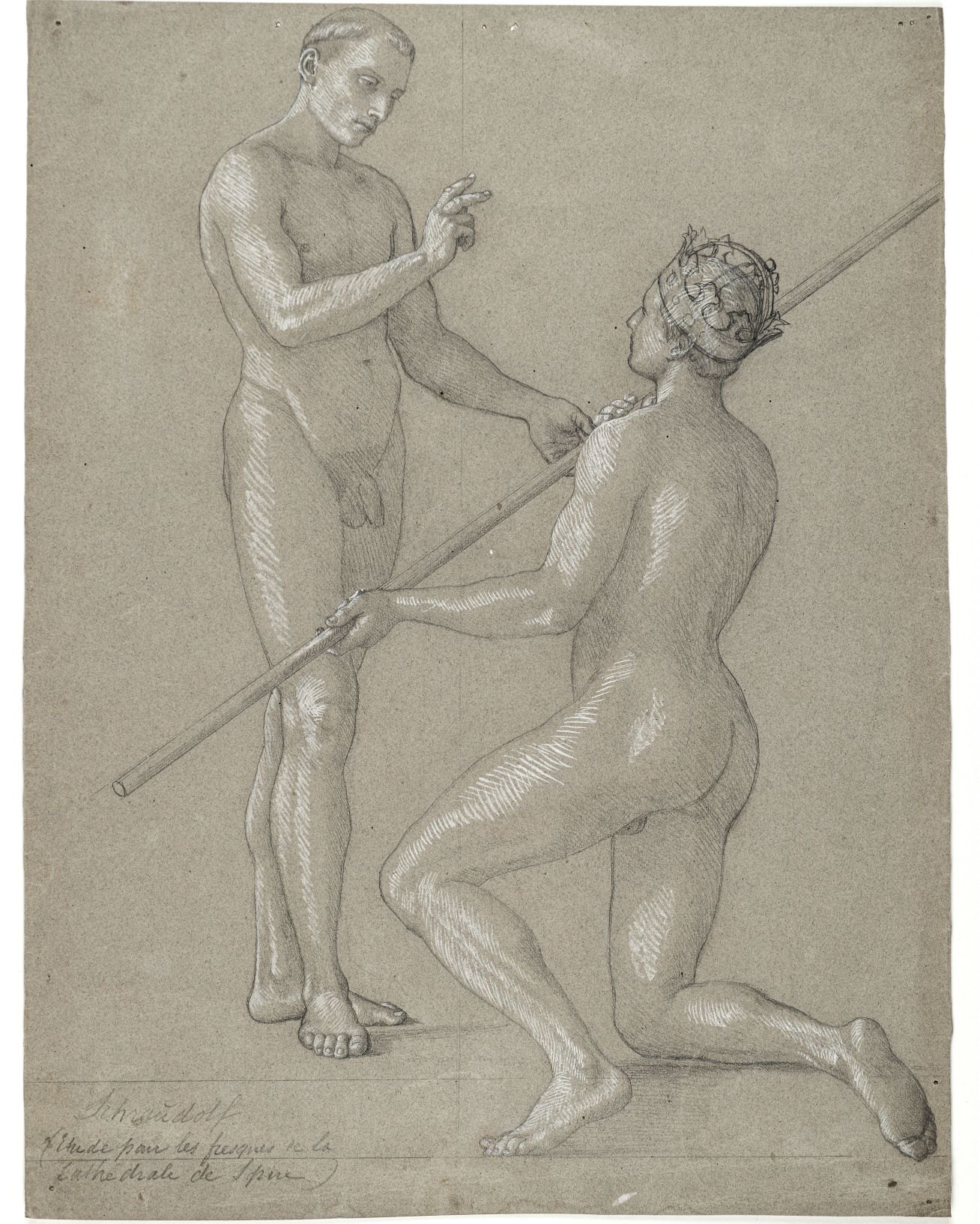
Schraudolphs Vorstudie für das obenstehende Gemälde (Grafikkabinett Straßburg)

Durch Kriege und die Revolutionsereignisse war der Speyerer Dom innen völlig ausgeplündert und weitgehend schmucklos. Das Bistum Speyer, 1817 als rein bayerische Diözese in neuen Grenzen wiedererstanden, bedurfte endlich auch einer würdig ausgestalteten Bischofskirche.
König Ludwig I. von Bayern schrieb am 21. März 1843 in sein Tagebuch, dass ihm der Gedanke gekommen sei, den Speyerer Dom ausmalen zu lassen. Hierbei ließ er sich von der Idee leiten, das Volk zum Sinn für das Schöne und Gute zu erziehen. Kunst solle »nicht Biskuit fürs Volk, sondern tägliches Brot« sein. Am 13. Juni 1843 besuchte der Monarch die Bischofskirche. In seinem Gefolge befanden sich Johann Baptist Schraudolph und dessen Lehrer Heinrich Maria von Hess. Nach Verlassen des Doms erklärte König Ludwig:
»Ich habe mich entschlossen, den Dom malen zu lassen. Im Jahre 1845 wird angefangen!«
Heinrich Hess bat wegen seines Alters, die Arbeit Schraudolph allein zu übertragen. So wurde mit diesem am 2. Oktober 1844 ein Vertrag geschlossen, der auch bereits das Bildprogramm umriss. Als der Hauptpatronin des Doms blieb der Gottesmutter Maria der bedeutendste Bildanteil vorbehalten. Die anderen Darstellungen bezogen sich hauptsächlich auf die Nebenpatrone der Bischofskirche oder auf Ereignisse ihrer Geschichte. Bischof Nikolaus von Weis hatte die Themenauswahl für den neuen Schmuck seiner Kathedrale getroffen.
Die Arbeiten begannen mit einem Gottesdienst am 8. Juni 1846 und an diesem Tage schuf Schraudolph schon das komplette Haupt Gottvaters. Den letzten Pinselstrich führte der Künstler am 10. September 1853 aus, als er sein Votivfresko in der Vorhalle fertigstellte, auf dem er sich, im Malerkittel zu Füßen der Madonna kniend, selbst dargestellt hat.
Johann Schraudolph hatte im Speyerer Dom 40 große Fresken sowie ca. 60 separate Einzelfiguren geschaffen. Den Auftraggeber König Ludwig I. verewigte er als Saulus im Monumentalfresko der „Steinigung des Stephanus“. Dieser und sein Sohn, König Maximilian II. waren begeistert von Schraudolphs monumentalem Werk. Maximilian – ein eher nüchterner Monarch – sagte, er habe die Bilder im Speyerer Dom zu jeder Tageszeit und bei allen Lichtverhältnissen betrachtet, er kenne keine schönere Kirche als diese. Bischof Nikolaus von Weis war von der Sakralität der Fresken so ergriffen, dass er diverse Hirtenbriefe darüber verfasste, um sie eingehend zu würdigen. Die meisten Zeitgenossen zeigten sich von der gelungenen Schöpfung tief beeindruckt.
Aber schon Ende des 19. Jahrhunderts fingen Kritiker an, die dezidiert religiöse Kunstrichtung der Nazarener herabzusetzen und zu bespötteln. Nach und nach entsprach die Speyerer Domausmalung nicht mehr dem Zeitgeschmack. In der Zeit nach dem Zweiten Weltkrieg begann man sich mit dem Gedanken zu tragen, die Gemälde ganz oder teilweise abzunehmen, um eine angeblich romanische Originalität der Kathedrale wiederherzustellen. Man ging dabei von der falschen und zeitbedingten Hypothese aus, die Romanik habe keine Farbenpracht gekannt, sondern sich mit hellem Putz und Naturstein begnügt. Dies ist inzwischen vollständig widerlegt.
Der Speyerer Dom war die einzige größere, komplett ausgemalte Kirche des Nazarenerstils, die den Bombenhagel des Zweiten Weltkriegs unbeschädigt überstanden hatte. Ungeachtet dieser Tatsache entfernte man 1957–1961 alle Schraudolph-Malereien, bis auf wenige kleinformatige Fresken (Marienzyklus) im Langhaus und das Votivbild in der Vorhalle. Teilweise wurden die Monumentalgemälde auf Rollen abgezogen, um Schraudolphs Malerei wenigstens in Belegstücken der Nachwelt zu erhalten. Den Großteil schlugen Bauarbeiter achtlos mit Hämmern und Pickeln von den Gewölben, er ist unwiederbringlich verloren.
Zwischenzeitlich hat die Kunstforschung neue Ergebnisse gezeitigt und auch der Kunstgeschmack wandelte sich. Was um 1960 noch als billiger Kitsch des 19. Jahrhunderts galt, wird heute wieder als herausragende Kunst angesehen. Neuerdings beginnt man deshalb die infolge der langen Einlagerung beschädigten Fresken zu restaurieren. Mehrere von ihnen wurden seit 2012 im Kaisersaal des Speyerer Domes dauerhaft ausgestellt und der Öffentlichkeit wieder zugänglich gemacht. Wegen ihrer Monumentalität und auch aus Kostengründen ist für die wenigen erhaltenen restlichen Fresken noch keine Verwendung gefunden. Die Europäische Stiftung Kaiserdom zu Speyer und weitere Institutionen sammeln Mittel, um die noch erhaltenen Fresken zu retten und ihrer Bedeutung gemäß zu präsentieren. Ein internationales Symposium im September 2013 in Speyer ergab eine positive Neubewertung der Schraudolph-Fresken.

## Namensgeber für Straße
Nach Johann Schraudolph wurde Straßen in mehreren Orten benannt:
- Oberstdorf, Geburtsort von Schraudolph Schraudolphstraße in Oberstdorf Lageplan
- München, langjährige Wirkungsstätte und Sterbeort, Benennung bereits 1867 im Stadtteil Maxvorstadt (Stadtbezirk 3 – Maxvorstadt). Lageplan[9]
- Speyer, Wirkungsstätte im Dom von Speyer und Ehrenbürger von Speyer Schraudolphstraße in Speyer Lageplan
- Kempten, Schraudolphstraße in Kempten Lageplan
- Römerberg (Pfalz), Schraudolphstraße in Römerberg, Pfalz Lageplan